# LVR-Amt für Bodendenkmalpflege im Rheinland

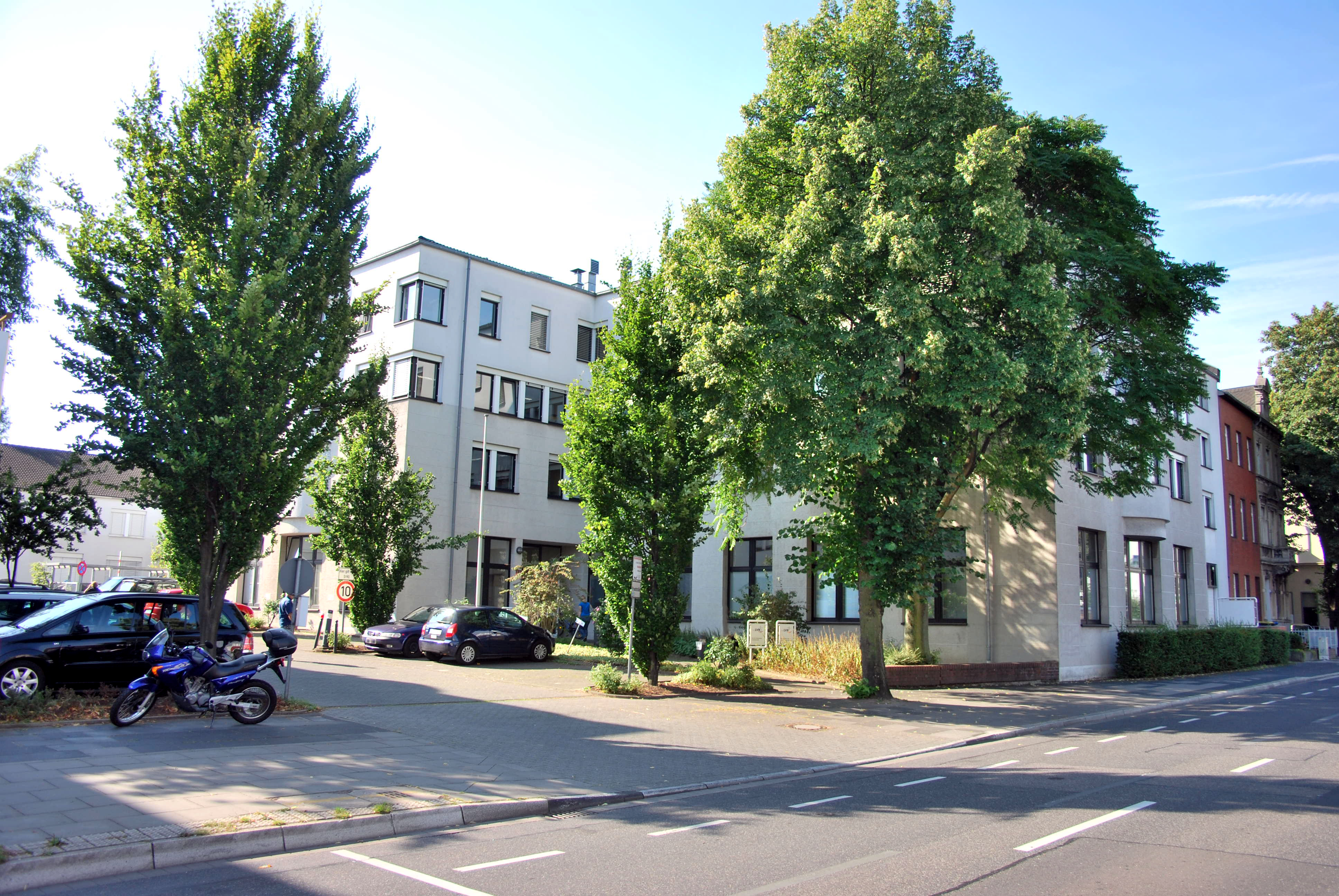
LVR-Amt für Bodendenkmalpflege im Rheinland in Bonn (2009)

Das LVR-Amt für Bodendenkmalpflege im Rheinland (ABR), ehemals Rheinische Bodendenkmalpflege (RB), ehemals Rheinisches Amt für Bodendenkmalpflege (RAB), mit Hauptsitz in Bonn ist eine Dienststelle des Landschaftsverbandes Rheinland (LVR). Deren Aufgabe ist es „die Zeugnisse tierischen und pflanzlichen Lebens aus erdgeschichtlicher Zeit und das reiche archäologische Kulturerbe des Rheinlandes zu schützen und zu pflegen, zu erfassen und zu erforschen, zu dokumentieren und zu bewahren sowie der Öffentlichkeit bekannt und zugänglich zu machen“. Seit Anfang 2019 wird die Dienststelle von Erich Claßen geleitet.

## Beschreibung
Zuständigkeitsbereich ist das Rheinland mit Ausnahme der Stadt Köln. Das ABR ist als Fachamt nicht in die Ämterhierarchie der Denkmalschutz-Behörden eingebunden, sondern unterstützt diese als unabhängige Einrichtung. Durch das Denkmalschutzgesetz des Landes Nordrhein-Westfalen von 1. Juli 1980 ist das ABR in der archäologischen Denkmalpflege Träger öffentlicher Belange, das heißt, vor der Durchführung öffentlicher Planungen muss eine Anhörung erfolgen. Das Ortsarchiv des ABR in Bonn gibt einen Überblick über 150 Jahre archäologische Forschung im Rheinland.

## Außenstellen
Neben dem Hauptsitz in Bonn hat die Rheinische Bodendenkmalpflege vier Außenstellen, die insgesamt rund 150 Mitarbeiter haben und von vielen ehrenamtlichen Mitarbeitern unterstützt werden.

### Nideggen
Die Außenstelle Nideggen befindet sich im Ortsteil Wollersheim auf dem Stiftshof. Ihre  Zuständigkeit erstreckt sich auf die Städteregion Aachen, den Rhein-Erft-Kreis, sowie die Kreise  Düren, Euskirchen und Heinsberg, insgesamt 54 Städte und Gemeinden. Die Braunkohletagebaue in diesen Gebietskörperschaften gehören  nicht zum Bereich der Außenstelle Nideggen, sondern werden von der Außenstelle Titz betreut. Immer am 3. Sonntag im Juni wird als Tag der offenen Tür das Stiftshoffest veranstaltet.

### Overath
Die Außenstelle Overath liegt auf Gut Eichthal im Rheinisch-Bergischen Kreis.
Das Arbeitsgebiet umfasst mit den Kreisen Rhein-Kreis Neuss, Mettmann, Rheinisch-Bergischer Kreis, Oberbergischer Kreis und Rhein-Sieg-Kreis sowie den kreisfreien Städten Bonn, Düsseldorf, Leverkusen, Remscheid, Solingen und Wuppertal etwa 4300 km² beidseits des Rheins.

### Titz
Die Außenstelle Titz ist im Ortsteil Höllen in einem restaurierten Gutshof untergebracht. Arbeitsbereich sind die Braunkohletagebaue im Rheinland. Dazu zählen Garzweiler, Hambach und Inden.  Im Außengelände der Außenstelle wurde eine eisenzeitliche Hofstelle rekonstruiert. Jährlich wird ein Tag der Archäologie organisiert und kostenlose Führungen zu archäologisch oder geologisch interessanten Funden im nahegelegenen Braunkohleabbaugebiet angeboten.

### Xanten
Die Außenstelle Xanten ist für ein Gebiet von insgesamt 3812,5 km² verantwortlich, bestehend aus den Kreisen Kleve, Wesel und Viersen und den kreisfreien Städten Mönchengladbach, Krefeld, Duisburg, Oberhausen, Mülheim an der Ruhr und Essen.

## Publikationen
Das LVR-Amt für Bodendenkmalpflege im Rheinland gibt die jährlich erscheinende Zeitschrift Archäologie im Rheinland heraus. In der Reihe Rheinische Ausgrabungen erscheinen Monographien zur Archäologie des Rheinlandes. In den Materialien zur Bodendenkmalpflege im Rheinland werden v. a. Tagungsberichte veröffentlicht. Außerdem ist das LVR-ABR auch Mitherausgeber der Bonner Jahrbücher.

## Ehrenamtliche Mitarbeiter
Das LVR-Amt für Bodendenkmalpflege im Rheinland wird von zahlreichen ehrenamtlichen Mitarbeitern unterstützt. Sie helfen u. a. bei Prospektionen, der Quellenforschung und bei der Öffentlichkeitsarbeit. Besonders auf örtlicher Ebene sind sie bei der Erfassung von Bodendenkmalen und der Baustellenbeobachtung aktiv.